# Muhyiddin
Muhyiddin war der vierzehnte Sultan von Brunei nach offizieller Zählung. Er gelangte durch den Bürgerkrieg von Brunei (Perang Saudara Brunei / Digmaang Sibil sa Brunay) an die Macht. Seine Herrschaft begann 1673 mit dem Aufstand gegen Sultan Abdul Mubin und er herrschte von 1673 bis 1690. Sein Nachfolger wurde sein Neffe Nassaruddin. Ihm wird auch die Schaffung des Salasilah Raja-Raja Brunei (Geschichte der Könige Bruneis) zugeschrieben.

## Bürgerkrieg
Ein Sohn des Sultans Muhammad Ali hatte den Sohn des damaligen Prinzen Abdul Mubin getötet. Die Anhänger von Abdul Mubin ermordeten daraufhin Muhammad Ali mit der Garrotte. Abdul Mubin machte sich selbst zum vierzehnten Sultan und führte den Titel „Sultan Hakkul Abdul Mubin“. Um die Anhänger seines Vorgängers ruhig zu stellen, ernannte er den Enkel (und Schwiegersohn) von Muhammad Ali, Muhyiddin, zum neuen Bendahara (Chief Minister). Die Gegner ließen sich jedoch nicht so leicht beruhigen. Sie drängten den Bendahara Muhyiddin, sich gegen Abdul Mubin aufzulehnen. Zunächst zögerte Muhyddin. Seine Anhänger begannen Unruhe zu stiften, indem sie mit Speeren Anschläge auf Paläste und Häuser verübten. Abdul Hakkul Mubin verlegte auf Anraten von Muhyiddin seinen Palast nach Pulau Chermin, eine Insel im Mündungsbereich des Brunei River, um die Krise auszusitzen. Nach seinem Umzug rief sich Muhyiddin jedoch selbst zum fünfzehnten Sultan aus, und es entspann sich hieraus ein militärischer Konflikt.
Abdul Mubin floh zwischenzeitlich nach Kinarut (im heutigen Papar, Sabah, Malaysia), wo er zehn Jahre lang wiederholte Angriffe von Sultan Muhyiddin abwehren konnte. Beide kehrten nach Brunei zurück, nachdem es Muhyiddins Truppen in einem letzten Gefecht nicht geschafft hatten, Abdul Mubin zu besiegen. Muhyiddin wollte den Bürgerkrieg beenden und bat seinen Verwandten, den Sultan von Sulu, um Unterstützung. Es heißt, er habe ihm den Ostteil von Sabah als Belohnung versprochen.  Letztendlich siegte Muhyiddin, und Abdul Mubin wurde getötet.

### Geopolitische Nachwirkungen
Derartige Ansprüche aus einer Zeit vor Jahrhunderten sind bis heute in der malaiischen Inselwelt geopolitisch relevant, wenn sich Malaysia, Brunei, die Philippinen und China zum Beispiel um die Spratly-Inseln im südchinesischen Meer streiten. Jede Partei behauptet, historische Ansprüche zu besitzen, indem malaiische Sultane, deren Herrschaftsgebiete heute den einzelnen Staaten zugeordnet werden, dort eine legitime Herrschaft ausgeübt hätten.